# 전성태
전성태(全成太, 1969년~)는 대한민국의 소설가이다. 1969년 전남 고흥에서 태어났으며 중앙대학교 문예창작학과와 동대학원 석사를 졸업했다. 1994년 <실천문학>신인상을 받으며 등단했다.

## 생애
1969년 전남 고흥에서 태어나 어린시절을 보냈다.
순천매산고등학교를 거쳐 중앙대학교 문예창작학과 및 동대학원 석사를 졸업했다.
1994년 실천문학신인상에 농촌 젊은이의 한나절을 해학적인 필치로 그린 단편소설 〈닭몰이〉가 당선되어 등단했다.
첫 소설집 <매향>은 탄탄한 구성과 치밀한 묘사, 토속적 언어와 해학적 문체로 소외된 농촌 현실과 민중의 삶을 밀도있게 그렸다는 평을 들었다.
1999년 소설집 <매향>으로 대산창작기금을, 2000년 18회 신동엽문학상을 받았다.
2009년 소설집 <국경을 넘는 일>로 제비꽃서민소설상을 받았다.
2001-2002년 민족문학작가회의(현 한국작가회의)에서 사무국장으로 일했다.
‘문학과 사회’ 2008년 겨울호에 발표한 단편〈이미테이션〉에서 “혼혈인의 아픔을 바라보는 이야기이면서, 같은 외국인이지만 선진국과 후진국 외국인을 차별적 시선으로 바라보는 뒤틀린 욕망을 표현하고 싶었다”는 소감을 남겼으며, 리얼리즘, 민족문학 진영의 적통을 잇는 작가로 꼽힌다.
소설집 <늑대>로 민족문학연구소가 선정한 2009년도 올해의 작가로 뽑혔다.
2009년 소설집〈늑대〉로 “문명화와 문명화 이전의 경계지대에서 벌어지는 쟁투와 내면적 갈등을 신식민주의적 역사철학으로 예리하게 풀어냈고, 분단의 문제와 극복 가능성을 모색하는 시선이 진지했다.”는 평을 받으며 제6회 채만식문학상 수상자로 선정되었다.
소설집〈늑대〉는 작가가 몽골에서 6개월간 보내면서 얻은 체험과 영감을 바탕으로 쓴 소설들로, 남북문제를 비롯해 이주 노동자 문제, 신자유주의 시대의 자본주의 문제, 혼혈 문제 등 다채로운 주제의식을 담은 것이 특징이다.
2010년 11회 무영문학상 수상작으로 소설집 〈늑대〉가 선정됐다.
“40대 초반의 작가가 이렇게 어휘를 능란하게 사용하고 구성을 쫀쫀하게 해서 우리말을 빛나게 할 수 있는지 놀랐다. 농민문학의 맥을 잇는 이 시상식은 한국 문단의 한 획을 긋는 사건”이라는 수상평을 받았다. 작가는 “농민들의 풍성한 언어와 생의 고단함을 겪으며 자라왔고 작가로서의 출발도 농촌의 삶을 그리는 작품으로 시작해 이 상이 특히 각별하다”고 수상소감을 밝혔다.
첫 산문집으로 2010년 〈성태 망태 부리붕태〉를 펴냈다. 작가는 “워낙 시골이라 제 또래보다 20년은 앞선 선배들이 경험했을 법한 일들을 겪었는데 그게 제 문학적 자산이 됐다. 잃어버린 기억을 찾는 즐거운 작업이었다. 고향에서 보낸 초등학교, 중학교 시절은 어머니의 자궁이 연장된 것처럼 저에게는 완벽한 시기였던 것 같다.”고 말했다.
이 산문집은 2015년 <세상의 큰형들>이라는 제목으로 난다에서 재출간되었다.
2011년 19회 오영수문학상 수상작으로 단편 <국화를 안고>가 선정됐다. "죽음을 매개로 과거의 상처와 화해하는 시골처녀 교사의 이야기로 사랑했던 사람의 죽음 이후 상처에서 벗어나기 위한 애잔한 심리와 사연을 차분하게 잘 정리했다"는 평을 받았다.
2012년 57회 현대문학상 수상작으로 단편 〈낚시하는 소녀〉가 선정됐다.
"장면 장면을 적절히 에두르고 절제하여 독자에게 잔잔히 전달했다"라는 수상평을 받았다.
2015년 소설집 <두번의 자화상>으로 16회 이효석문학상, 48회 한국일보문학상을 수상했다. 이효석문학상 선정위원회는 "전성태 작가는 개인과 사회가 만나는 지점을 치밀하고 애정어린 시선으로 재현하고 있다. 소설의 역할이 무엇인지 깨닫게 해주는 작품"이라고 선정 이유를 밝혔다. 한국일보문학상 심사위원단은 "<두번의 자화상>은 우리가 익숙하다고 생각해서 살피지 않으려 했던 길을 소설이 돌아보도록 만들 때 발휘할 수 있는 중량감이 전해지는 작품집"이라고 평했다.
단편 <소를 줍다>가 중학교 국어교과서에, 단편 <이미테이션>이 고등학교 문학교과서에, 산문 <방언의 상상력>, <중학생이 중학쇵을 만나면>이 각각 고등학교와 중학교 국어교과서에 수록되었다.
2017년 소설집 <늑대>가 뉴욕의 White Pine Press에서 <Wolves>라는 제목으로 Sora Kim-Russell에 의해 번역 출간되었다.
문학평론가 고영직은 “김유정과 채만식, 이문구의 문체를 이어받은 후예”라고 평가했다.

## 작품
- 소설집〈매향(埋香)〉(실천문학사) 1999년
  - 길, 매향, 태풍이 오는 계절, 가문 정월, 새, 유자 향기, 못난 부족이 그린 벽화, 닭몰이, 가수, 금굴배미 형제, 사육제, 도롱굴댁의 내훈
- 평전〈김주열〉(민주화운동기념사업회) 2003년
- 소설집〈국경을 넘는 일〉(창비) 2005년
  - 존재의 숲, 퇴역 레슬러, 한국의 그림, 소를 줍다, 연이 생각, 국경을 넘는 일, 사형(私刑), 환희
- 장편소설〈여자 이발사〉(창해) 2005년
- 르포집〈길에서 만난 세상: 대한민국 인권의 현주소를 찾아〉(우리교육) 2006년 박영희, 오수연, 전성태 공저, 국가인권위원회 기획, 사진 김윤섭
- 소설집〈늑대〉(창비) 2009년
  - 목란식당, 늑대, 남방식물, 코리언 쏠저, 두 번째 왈츠, 중국산 폭죽, 강을 건너는 사람들, 누구 내 구두 못 봤소?, 아이들도 돈이 필요하다, 이미테이션
- 산문집 〈성태 망태 부리붕태〉(좋은생각) 2010년
- 소설집 <두번의 자화상>(창비) 2015년
  - 소풍, 배웅, 낚시하는 소녀, 밥그릇, 영접, 로동신문, 성묘, 망향의 집, 국화를 안고, 지워진 풍경, 소녀들은 자라고 오빠들은 즐겁다, 이야기를 돌려드리다
- 산문집 <세상의 큰형들> (난다) 2015년
- 소설집 <Wolves>(White Pine Press) 2017년
  - The Magnolia, Wolves, Southern Plants, Korean Soldier, Second Waltz, Chinese Fireworks, River Crossers, Has Anyone Seen My Shoes?, Kids Need Money Too, Imitayshum